# Euphorbia maritae
Euphorbia maritae är en törelväxtart som beskrevs av Werner Rauh. Euphorbia maritae ingår i släktet törlar, och familjen törelväxter.
Artens utbredningsområde är Tanzania. Inga underarter finns listade i Catalogue of Life.

## Bildgalleri

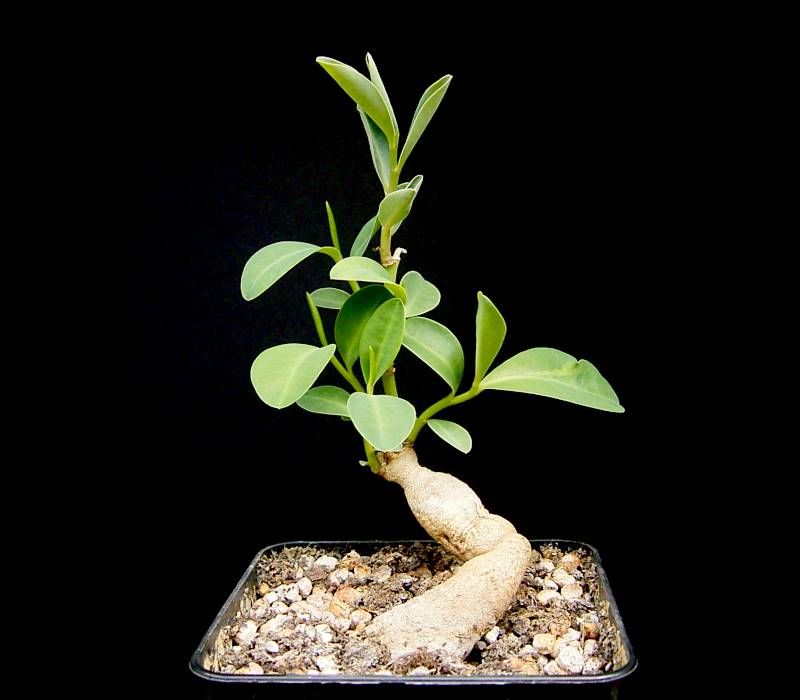
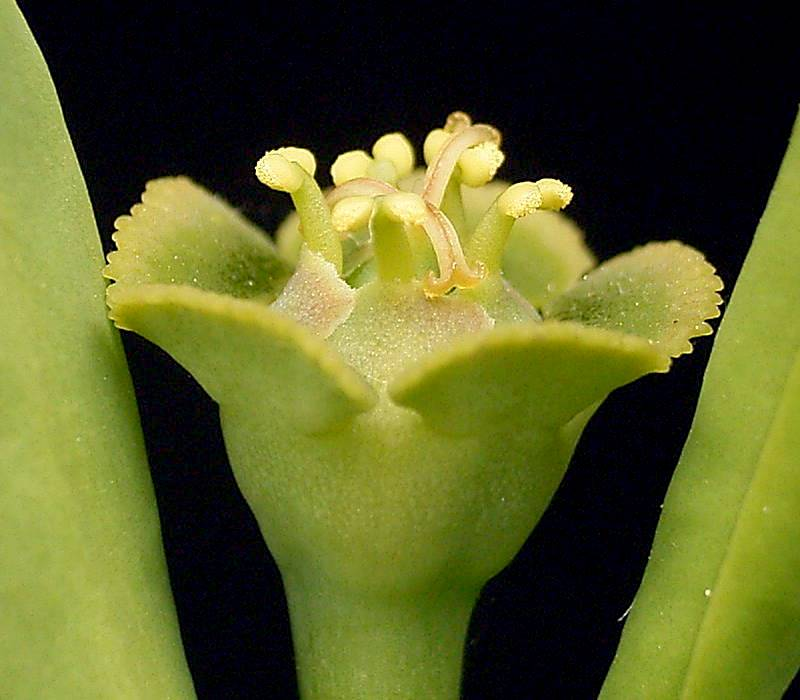